# 黎英宗
黎英宗（越南语：／，1532年—1573年2月23日（嘉泰元年正月二十二）），名黎维邦（越南语：／），越南后黎朝第十五代皇帝，1557年—1572年在位。

## 生平

### 旁枝入繼
順平八年（1556年），二十二岁的中宗黎暄驾崩，没有儿子。权臣郑检拥立后黎朝开国皇帝黎利的哥哥黎除的五世孙黎维邦做皇帝。太祖黎利一脉就此断绝，他的后代再也没有做皇帝。
權臣鄭檢死後，其子鄭檜繼位主政，但志益驕溢，日縱酒色，人心不服。鄭檢子鄭松與黎及第、鄭永紹、潘公績、鄭栢等人合謀，向黎英宗拜謁說「臣兄檜耽于酒色，所行多失眾心，早晚必亂。今又謀奪臣兵，故臣等夜奔投闕」。於是鄭檜與鄭松治兵相攻，而莫朝乘隙來攻，鄭檜竟然投降莫氏，而鄭松則因此被黎英宗任命節制水步諸營，統兵討莫，但也為鄭松後來尾大不掉埋下伏筆。

### 播遷亡外
1571年至1572年，郑莫战争时，忠於黎氏的大臣認為「左相(鄭松)兵權勢大，陛下難與並立」，因而黎英宗試圖與端武侯黎及第密謀杀死權臣郑松，但事情最終敗露，黎英宗只好出逃乂安。聽聞英宗播遷出逃後，郑松決定率先廢黜黎英宗，立英宗幼子為帝，是為黎世宗。後來，鄭松派阮有僚領兵到乂安，黎英宗匿藏於蔗田，但為鄭兵捉獲，最終在還宮途中被阮有僚殺害。

## 評價
《大越史記全書》:「以帝室之冑，賴勳臣尊立，圖復中興，眞天命有歸矣。然事功未半，疑惑漸生，偏信讒言，播遷于外，悲夫。」、「英宗起身，出自寒微，以黎氏之玄孫，爲帝室之胄，賴左相鄭松及諸臣僚尊立之，君臨天下，圖濟厥難，後信任群小，自聽間言，輕將神器播遷于外，害及其身甚矣。小人之言，自誤人國家也如此，可不戒哉。」
《欽定越史通鑑綱目》:「則松無君之迹，在英宗久已不能堪，而及第忠憤之氣所不能平，其欲得而食肉寢皮者非一日矣。不幸所圖不遂，遺累君親，而其志實可悲已。當此滿朝卿士爲他豢養，奔走其門，承望順從，惟恐不暇。所謂不畏彊禦，義形於色者何人？至爲辰南董者，方且曲筆遮掩，蔽罪忠臣；且以帝賴勳臣尊立，而偏信讒言，播遷于外咎之。噫！其亦已甚矣，不可以不辨。」

## 家庭

### 妻妾
- 懿慎皇太后阮氏明
- 綏慶皇太后阮氏玉
- 黎氏玉瑶，雷阳县三闾村人

### 子女

#### 子
- 長子本國公黎栢（？—1600）[9][10][11]
- 次子黎榴[9]
- 三子黎梗[9]
- 四子黎松[9]
- 五子黎世宗黎维潭

#### 女
- 女梅花公主（教名Maria Flora），是一位基督徒[來源請求]

## 年号
- 天祐 1557年
- 正治 1558年—1572年
- 洪福 1572年